# Cei patru evangheliști

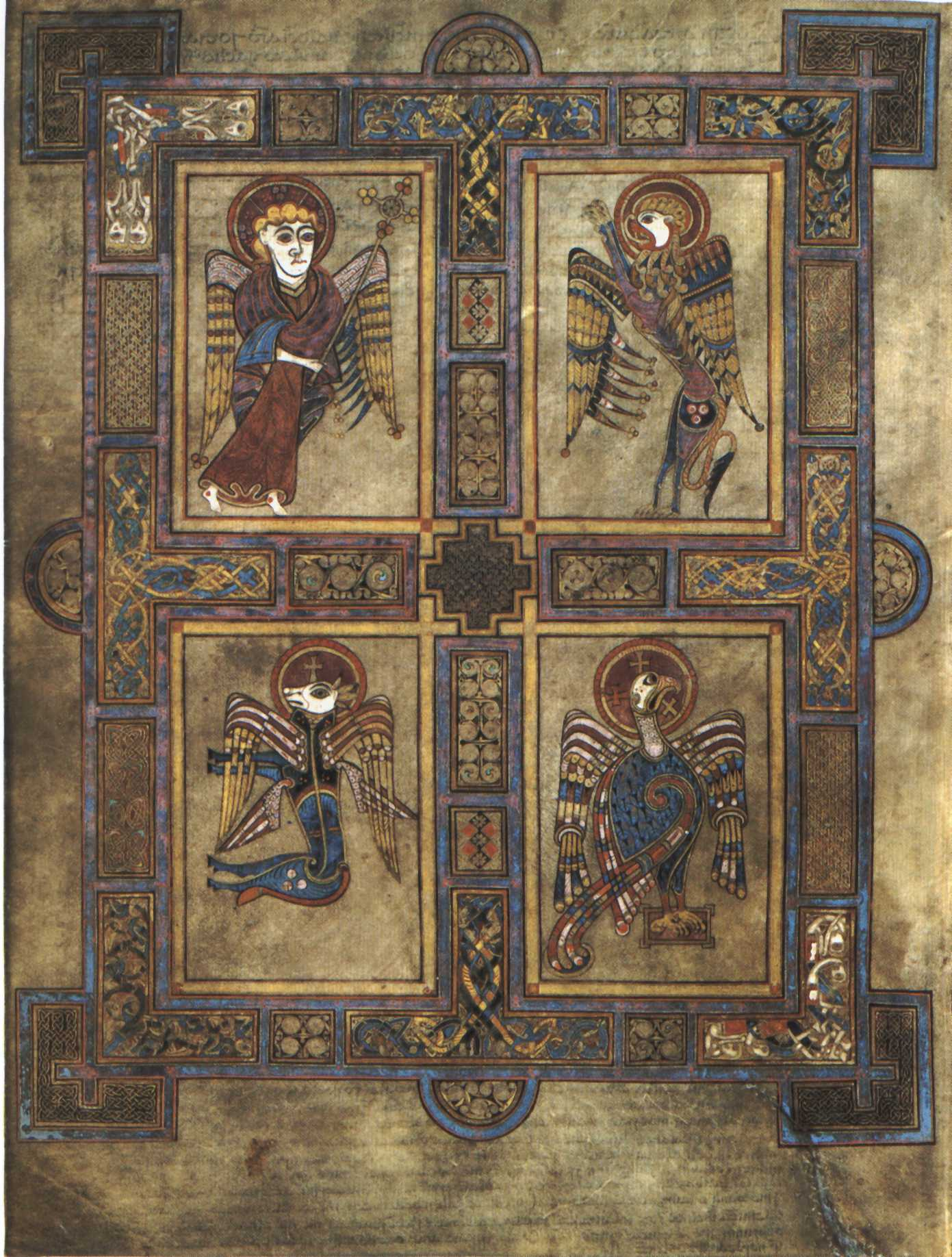
Cei patru evangheliști

În tradiția creștină termenul Cei Patru Evangheliști se referă la autorii atribuiți ale celor patru Evanghelii din Noul Testament care poartă următoarele titluri: 
- Evanghelia după Matei
- Evanghelia după Marcu
- Evanghelia după Luca
- Evanghelia după Ioan